# Liste der Monuments historiques in Villebret
Die Liste der Monuments historiques in Villebret führt die Monuments historiques in der französischen Gemeinde Villebret auf.

## Liste der Bauwerke
| Bezeichnung                                    | Beschreibung                       | Standort | Kennzeichnung | Schutzstatus | Datum | Bild |
| ---------------------------------------------- | ---------------------------------- | -------- | ------------- | ------------ | ----- | ---- |
| Chapelle de Poliet (Fotos in der Base Mérimée) | Kapelle, erbaut im 12. Jahrhundert | (Lage)   | PA00093368    | Inscrit      | 1935  |      |

## Liste der Objekte
| Bezeichnung                                           | Beschreibung                       | Standort                 | Kennzeichnung | Schutzstatus | Datum | Bild |
| ----------------------------------------------------- | ---------------------------------- | ------------------------ | ------------- | ------------ | ----- | ---- |
| Skulptur Madonna mit Kind (Fotos in der Base Palissy) | Stein, 15. Jahrhundert             | in der Kirche St-Etienne | PM03000581    | Classé       | 1918  |      |
| Skulptur Madonna mit Kind (Fotos in der Base Palissy) | Stein, 15. Jahrhundert             | in der Kirche St-Etienne | PM03000582    | Classé       | 1957  |      |
| Altar (Fotos in der Base Palissy)                     | Stein, 12. Jahrhundert             | in der Kirche St-Etienne | PM03000580    | Classé       | 1918  |      |
| Kelch und Patene                                      | Silber, vergoldet, 17. Jahrhundert | in der Kirche St-Etienne | PM03001777    | Inscrit      | 2014  |      |